# Rob Ninkovich
Robert Michael Ninkovich (Blue Island, 1º febbraio 1984) è un giocatore di football americano statunitense che gioca nel ruolo di defensive end per i New England Patriots della National Football League (NFL).

## Carriera universitaria
Al college ha giocato con i Purdue Boilermakers squadra rappresentativa della Purdue University.

## Carriera professionistica

### New Orleans Saints
Al draft NFL 2006 è stato selezionato come 135a scelta dai Saints. Il 18 luglio ha firmato un contratto di 3 anni. Ha debuttato nella NFL il 10 settembre 2006 a Cleveland contro i Cleveland Browns.
Prima dell'inizio della stagione regolare 2007 è stato svincolato.

### Miami Dolphins
Il 7 settembre firma con i Dolphins, dove gioca in 4 partite come riserva.
Il 20 novembre è stato svincolato.

### Ritorno ai Saints
Il 3 dicembre del 2008 firma con la squadra di pratica, ma il 30 luglio 2009 è stato svincolato.

### New England Patriots
Il 2 agosto del 2009, Ninkovich firmò con i Patriots. Nel divisional round dei playoff 2012 mise a segno un intercetto su Matt Schaub, nella vittoria sugli Houston Texans.
Nella settimana 8 della stagione 2014, Ninkovich ha recuperò un fumble di Jay Cutler ritornandolo per 15 yard in touchdown. La sua stagione si chiuse guidando la sua squadra con 8 sack , andando a vincere il Super Bowl XLIX contro i Seattle Seahawks.
Il 5 febbraio 2017 fa parte della formazione di difesa titolare nel Super Bowl LI, disputato dai Patriots contro gli Atlanta Falcons e vinto dai primi, ai tempi supplementari (prima volta nella storia del Super Bowl), con il punteggio di 34-28.

## Palmarès
- Super Bowl : 2

New England Patriots: XLIX, LI
- American Football Conference Championship: 3

New England Patriots: 2011, 2014, 2016

## Statistiche
| Partite totali      | 103  |
| Partite da titolare | 74   |
| Tackle totali       | 314  |
| Sack                | 35,5 |
| Intercetti          | 5    |
| Fumble forzati      | 8    |

Statistiche aggiornate alla stagione 2014